# Lacerta kulzeri
Lacerta kulzeri este o specie de șopârle din genul Lacerta, familia Lacertidae, ordinul Squamata, descrisă de Müller și Wettstein în anul 1932.

## Subspecii
Această specie cuprinde următoarele subspecii:
- L. k. petraea
- L. k. kulzeri